# Ninfalíneos
Ninfalíneos (Nymphalinae) é uma subfamília de borboletas da família Nymphalidae, a qual inclui numerosas espécies das regiões tropicais e subtropicais. As famílias Limenitidinae e Biblidinae são por vezes incluídas como tribos deste grupo, enquanto as Melitaeini são por vezes consideradas como subfamílias distintas.

## Sistemática
Em geral são reconhecidos 6 tribos na subfamília Nymphalinae, listados abaixo segundo a sequência filogenética presumida:
- Coeini (6-7 géneros)
- Nymphalini (c. 15 géneros, 2 fósseis)
- Kallimini (c. 5 géneros)
- Victorinini (4 géneros, anteriormente considerados Kallimini)
- Junoniini (c. 5 géneros)
- Melitaeini (c. 25 géneros)

São actualmente considerados géneros e espécies em incertae sedis os seguintes:
- Rhinopalpa
- Kallimoides Shirôzu & Nakanishi, 1984
  - Kallimoides rumia (Westwood, 1850)
- Vanessula Dewitz, 1887
  - Vanessula milca (Hewitson, 1873)

Para além dos anteriores, o género Crenidomimas (Karsch, 1894) é por vezes incluído nesta subfamília, mas parece pertencer ao género Euryphura do grupo das Limenitidinae.
O género fóssil Lithodryas, do Eoceno, provavelmente pertence a esta subfamília, embora seja em geral incluído entre as Lycaenidae.

### Géneros
- Coeini
  - Baeotus Hemming, 1939.
  - Historis Hübner, 1819.
  - Pycina Doubleday, 1849.
  - Smyrna Hübner, 1823.
  - Tigridia Hübner, 1819.
- Crenidomimas Karsch, 1894.

- Junoniini
  - Junonia Hübner, 1819.
  - Precis Hübner, 1819.
  - Salamis Boisduval, 1833.
  - Yoma Doherty, 1886.
  - Hypolimnas Hübner, 1819.
- Kallimini
  - Catacroptera Karsch, 1894.

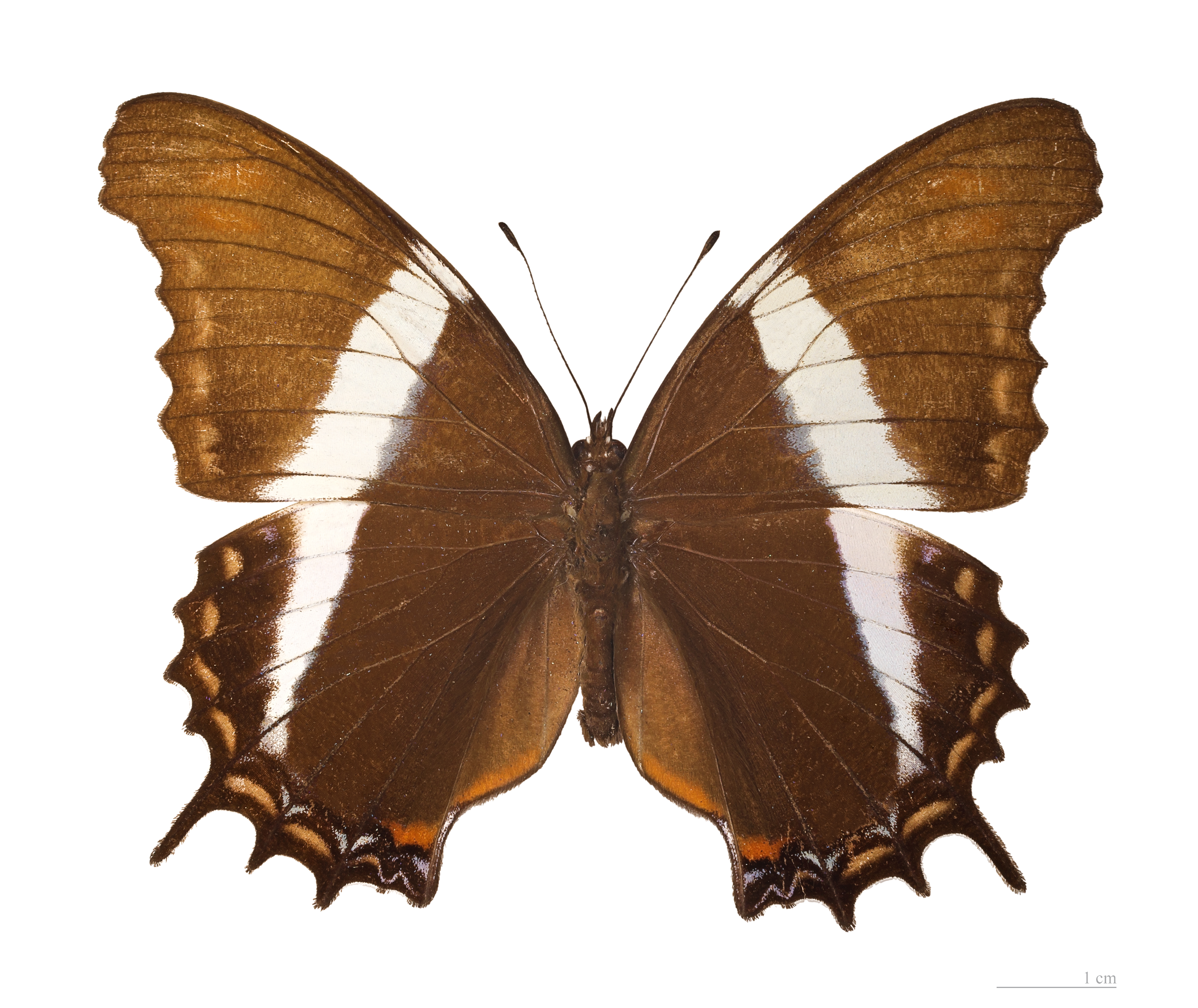
Victorinini: espécime de Siproeta superba.

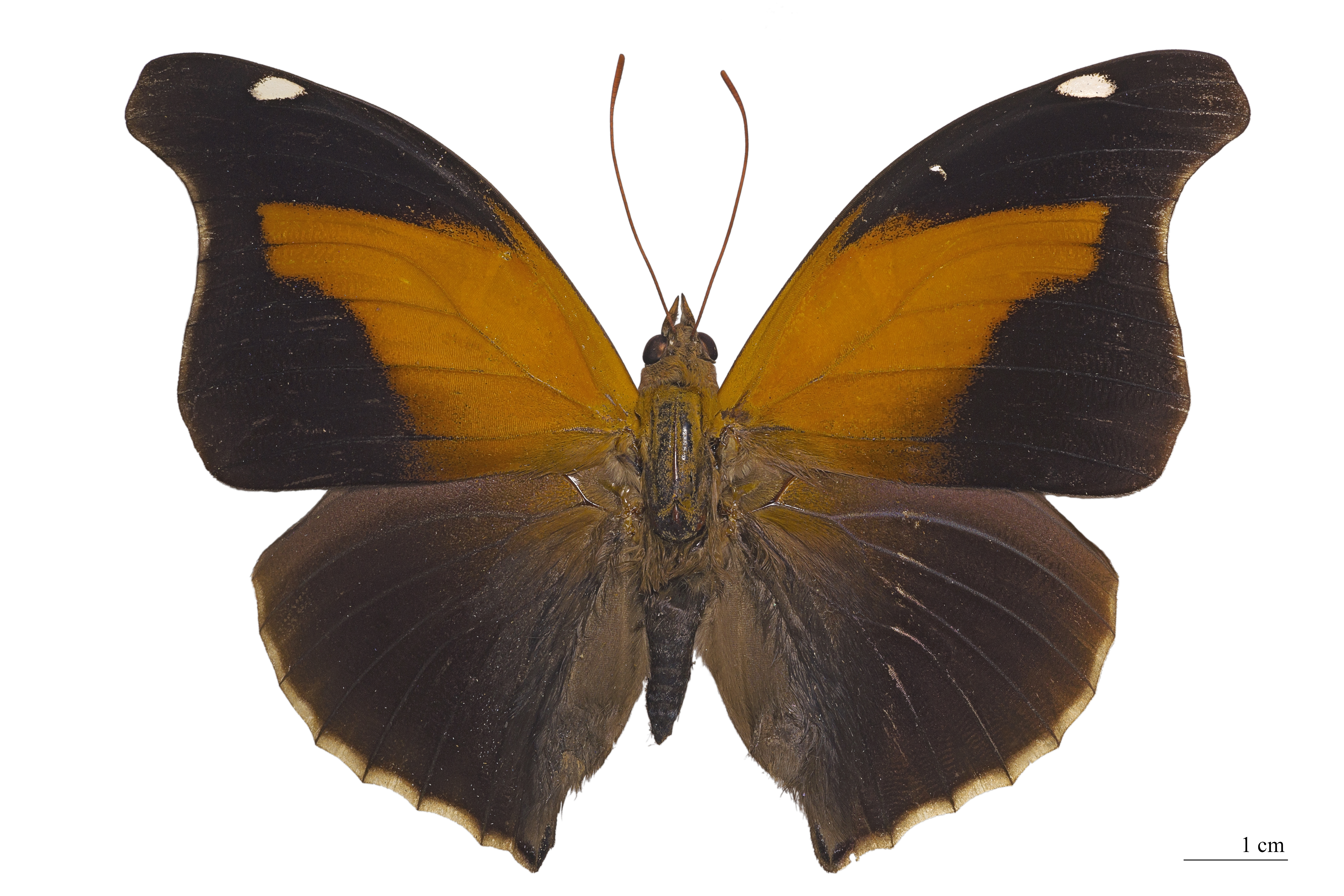
Coeini: espécime de Historis odius.

  - Doleschallia C. et R. Felder, 1860.
  - Kallima Doubleday, 1849.
  - Mallika Collins et Larsen, 1991.
- Limenitinae (ou subfamília e não género)
  - Hyplimnas
  - Ladoga Moore, [1898].
  - Limenitis Fabricius, 1807, sinónimo taxonómico de Azuritis Boudinot, 1986.
- Melitaeini.
  - Euphydryina.
    - Euphydryas Scudder, 1872.

  - Melitaeina.
    - Melitaea Fabricius, 1807, sinónimo taxonómico de Cinclidia (Hübner, 1819), Didymaeformia e Didymina.
    - Mellicta Billberg, 1820.

  - Chlosynina
    - Antillea Higgins, 1959.
    - Atlantea Higgins, 1959.
    - Chlosyne Butler, 1870, sinónimo taxonómico de Charidryas (Scudder, 1872) e Thessalia Scudder, 1875.
    - Dymasia Higgins, 1960.
    - Microtia Bates, 1864.
    - Poladryas Bauer, 1975.
    - Texola Higgins, 1959.

  - Gnathotrichina.
    - Gnathotriche C. et R. Felder, 1862.
    - Higginsius Hemming, 1964.

  - Phyciodina.
    - Anthanassa Scudder, 1875.
    - Castilia Higgins, 1981.
    - Dagon Higgins, 1981.
    - Eresia Boisduval, 1836.
    - Janatella Higgins, 1981.
    - Mazia Higgins, 1981.
    - Ortilia Higgins, 1981.
    - Phyciodes Hübner, 1819.
    - Phystis Higgins, 1981.
    - Tegosa Higgins, 1981.
    - Telenassa Higgins, 1981.
    - Tisonia Higgins, 1981.
- Nymphalini
  - Antanartia Rothschild et Jordan, 1903.
  - Araschnia Hübner, 1819.
  - Colobura Billberg, 1820.
  - Hypanartia Hübner, 1821.
  - Mynes Boisduval, 1832.
  - Nymphalis Kluk, 1802.
    - Aglais Dalman, 1816.
    - Canista Moore 1899.
    - Euvanessa Scudder, 1889
    - Inachis Hübner, [1819].
    - Polygonia Hübner, [1819].
    - Roddia Korshunov, 1995

  - Symbrenthia Hübner, 1819.
  - Vanessa Fabricius, 1807, sinónimo taxonómico de Cynthia (Fabricius, 1807).
- Victorinini
  - Anartia Hübner, 1819.
  - Metamorpha Hübner, 1819.
  - Napeocles Bates, 1864.
  - Siproeta Hübner, 1823.

- Tribos incerta sede
  - Rhinopalpa C. et R. Felder, 1860.
  - Kallimoides Shirôzu et Nakanishi, 1984.
  - Vanessula Dewitz, 1887.